# 安娜·波利特科夫斯卡娅
安娜·斯捷潘諾芙娜·波利特科夫斯卡婭（羅馬化：Anna Stepanovna Politkovskaya；1958年8月30日—2006年10月7日），婚前姓馬澤帕，俄罗斯記者，於美國紐約出生，以反對第二次車臣戰爭和俄羅斯總統弗拉基米尔·普京而聞名。2006年10月7日，波利特科夫斯卡婭於她的莫斯科寓所被槍殺，一些西方媒體懷疑此案是普京授意所爲。她遇害後，聯合國教科文組織追授予她2007年度吉列爾莫·卡諾世界新聞自由獎。

## 早年生活及新聞從業
1958年，波利特科夫斯卡婭出生在美國紐約，父母是前蘇聯駐聯合國外交官。她的父親是斯捷潘·費多羅維奇·馬澤帕（1927-2006）來自烏克蘭的科斯托博布里夫的烏克蘭人，母親是賴莎·亞歷山德羅夫娜·馬澤帕（1929-2021）來自刻赤的俄羅斯人。幾年後，她和父母回到了莫斯科，之後她一直在莫斯科長大。1980年她畢業於莫斯科大學新聞系。大學畢業後，她與同學亞歷山大·波利特科夫斯基結婚，生有一男一女。1982年-1993年她在《消息報》任職，擔任記者和突發事件和事故專欄的編輯。1994年至1999年，她在葉戈爾·弗拉基米羅維奇·雅科夫列夫創辦的《Obshchaya Gazeta》擔任助理主編，她經常撰寫社會問題，特別是難民問題。1999年6月至2006年，她为《新報》雙周刊撰寫專欄，這份報刊的調查性報道很強，從一開始就對後蘇聯的新政權提出批評。她出版了幾本關於車臣、普京統治下的俄羅斯(《普京的俄罗斯》）等獲獎的書籍。

## 采訪車臣戰爭
車臣戰爭爆發之後，安娜·波利特科夫斯卡婭多次走訪車臣的當地醫院和難民營，采訪戰爭受害者，她的采訪報道得到廣汎認同，並獲得了多項名譽獎。
波利特科夫斯卡婭所撰寫的相關内容大都是抨擊艾哈邁德·卡德羅夫和他的次子拉姆贊·卡德羅夫所操縱的車臣政局、車臣叛軍、俄國濫用軍力等。她還記錄了北高加索地區和其他地方的侵犯人權行爲和政策失誤。在1999年的一個案例中，她不僅報道了格羅兹尼的一個多民族混雜的養老院的困境，而且在她的報紙輿論和公衆的支持幫助下，確保了養老院的老人們安全撤離。她的發表的兩部書籍《骯髒的戰爭》（2001年）、《地獄的一角》（2003年）都取自於她寫的文章報道，它描述了車臣戰士與俄羅斯聯邦軍隊的應徵士兵之間爆發的殘酷戰爭，在戰爭中的當地平民猶如生活在人間鍊獄。她最後的一篇調查報告是關於車臣學校的孩童們據稱被某種强烈的、未知的化學物質所毒害，以至於使這些孩童們幾個月内喪失了行動能力。

## 抨擊普京和聯邦安全局
波利特科夫斯卡婭在她發表的《普京的俄羅斯：失敗的民主制度下的生活》一書中，對俄羅斯總統普京以及他發動的第二次車臣戰爭提出了抨擊。在這本書中，她揭露了壓制俄羅斯國内的自由、重建蘇聯時代的獨裁權力的俄羅斯秘密情報機關聯邦安全局。她承認，“社會總是麻木不仁，契卡的權力堅如磐石，他們知道我們的恐懼，而我們越來越處於牲畜般的境地，這個責任不僅是在於普京的政策，我們每個人也都有責任。克格勃恃强凌弱，所有的人都應該明白這一點。”她又説：“由於我們自身的無知而給我們帶來死亡，我們愈來愈回歸到信息封閉的蘇聯時代的地獄。讓我們一起使用能夠接受自由信息的互聯網吧！如果你想因爲休息而做‘報道記者’工作的話，那就完全成爲普京的奴隸。否則，要麽倒在槍彈下，要麽被毒死，要麽被判死刑。哪怕是普京的狗。”她又表示："大多數的人們都是不相信自己，也不相信俄羅斯人的優點的悲觀主義者。對普京得寸進尺的惡意，人們都覺得無所謂"。她在一篇題爲《我會恐懼嗎？》的文章中的結尾處寫道：“如果每个人都能從樂觀的期望中享受到安慰的話，那就這樣做好了。做法很簡單，那就是給我們自己的子孫判死刑。”

## 斡旋解救人質
波利特科夫斯卡婭在2002年10月23日發生的莫斯科歌劇院脅持事件和2004年9月1日發生的別斯蘭人質事件的兩次事件當中，為營救人質做了交涉。在莫斯科歌劇院脅持事件的過程中，車臣武裝勢力委托她與俄羅斯當局斡旋，事後她又積極地幫助死亡者的家屬。
別斯蘭學校人質事件發生後，波利特科夫斯卡婭爲了采訪車臣獨立武裝前往車臣，在飛機上喝了茶水之後，突然人事不省。事後，她認爲這是俄羅斯當局在茶水中下了毒（但是并沒有得到證實），俄國政府也予以否認，俄羅斯的保護記者委員會也無法確定病因。波利特科夫斯卡婭爲此一度生命垂危，身體康復之後，又執筆撰寫別斯蘭學校人質事件。她寫道：“9月23日被害者們如果對俄羅斯政府采取果斷態度的話，就不會再發生這樣的慘劇”。在這之後，因爲受到了俄羅斯當局和民粹分子的恐嚇，波利特科夫斯卡婭一段時期只好去國外继续從事她的活動。
除了童年時期，波利特科夫斯卡婭離開俄羅斯的時間都不超過幾周，她雖然擁有美國護照，但即便是她在受到生命威脅的情況下，也從未放棄過俄羅斯公民身份。

## 遭遇暗殺以及俄國國内各方反應
2006年10月7日，在莫斯科的自家公寓裏，她的一名鄰居在電梯门前發現了被槍殺的波利特科夫斯卡婭，而這天恰好是普京的生日。

### 政府方面反應
在暗殺發生三天之後，普京赴德國參加官方會議時表示不會讓凶手逍遙法外，同時表示這次謀殺比波利特科夫斯卡婭所能抨擊的更能使俄政府名譽受損。這是普京對此事件首度表達了官方立場 ，但是他在事發三天之後才對此表態而遭到廣汎指責。

### 對凶犯的判決
俄羅斯警方在事發後，公開了作案嫌疑人的錄影帶。2011年5月31日，俄羅斯聯邦偵察委員會公佈了拘拿了被認爲是案犯的車臣人魯斯塔姆·馬赫穆多夫（Rustam Makhmudov）。2011年8月25日，俄羅斯聯邦偵察委員會以組織殺害波利特科夫斯卡婭爲由，將莫斯科退休警察德米特里·帕夫柳琴科夫（Dmitry Pavliutchenkov）予以拘捕。2006年時任莫斯科警察第四搜查組組長的帕夫柳琴科夫，從數人那裏收受賄賂之後，命令下屬跟蹤波利特科夫斯卡婭，召集犯罪組織，分發帶有消聲器的手槍，指揮作案，他於2012年被判處11年有期徒刑。凶手魯斯塔姆·馬赫穆多夫和另外一個人於2014年6月9日被判處終身監禁，其餘三人分別被判處12年至20年不等的有期徒刑。

### 民間社會反應
由於被指控為凶手的原警察德米特里·帕夫柳琴科夫收受賄賂的幕後依然是個謎，判決結束後，波利特科夫斯卡婭的子女要求俄羅斯當局繼續追究真相。波利特科夫斯卡婭的親友認爲，謀殺的原因與波利特科夫斯卡婭的職業生涯是分不開的，因爲波利特科夫斯卡婭的活動毫無商業利益，除了因記者職業的原因而被謀殺這种可能之外，警方調查員並没有其他可供參考的綫索。
安娜·波利特科夫斯卡婭遇害之後，被下葬在特羅耶庫羅夫公墓。

## 備注
1. ↑  2022年2月，俄烏戰爭爆發後，俄國大量從監獄囚犯中徵兵，五個被判入獄的犯人當中的謝爾蓋·卡日庫爾班諾夫（Sergei Khadzhikurbanov）因前往烏克蘭前綫作战而被總統普京赦免[10]